# Lion-Peugeot VA
Der Lion-Peugeot VA war ein Personenkraftwagen von Lion-Peugeot.

## Beschreibung
Lion-Peugeot brachte das Modell 1906 als eines der ersten Modelle auf den Markt. Bis zur Produktionseinstellung im Jahre 1908 entstanden 1000 Exemplare. Es gab keinen Nachfolger.

## Motor, Antrieb und Fahrleistungen
Für den Antrieb sorgte ein Einzylindermotor mit 785 cm³ Hubraum mit 100 mm Bohrung und 100 mm Hub bei 6 bis 7 PS Leistung. Der Motor war vorne im Fahrzeug montiert und trieb über eine Kette die Hinterachse an. Das Getriebe verfügte über drei Vorwärts- und einen Rückwärtsgang.
Die Höchstgeschwindigkeit war mit 27 bis 42 km/h angegeben.

## Abmessungen und Aufbauten
Bei einem Radstand von 2 m und einer Spurweite von 1,15 m war das Fahrzeug 2,85 m lang, 1,4 m breit und 1,4 m hoch. Zur Wahl standen die Karosserieversionen Phaeton und Tonneau.